# Casimiroa tetrameria
Casimiroa tetrameria là một loài thực vật có hoa trong họ Cửu lý hương. Loài này được Millsp. mô tả khoa học đầu tiên năm 1895.

## Hình ảnh

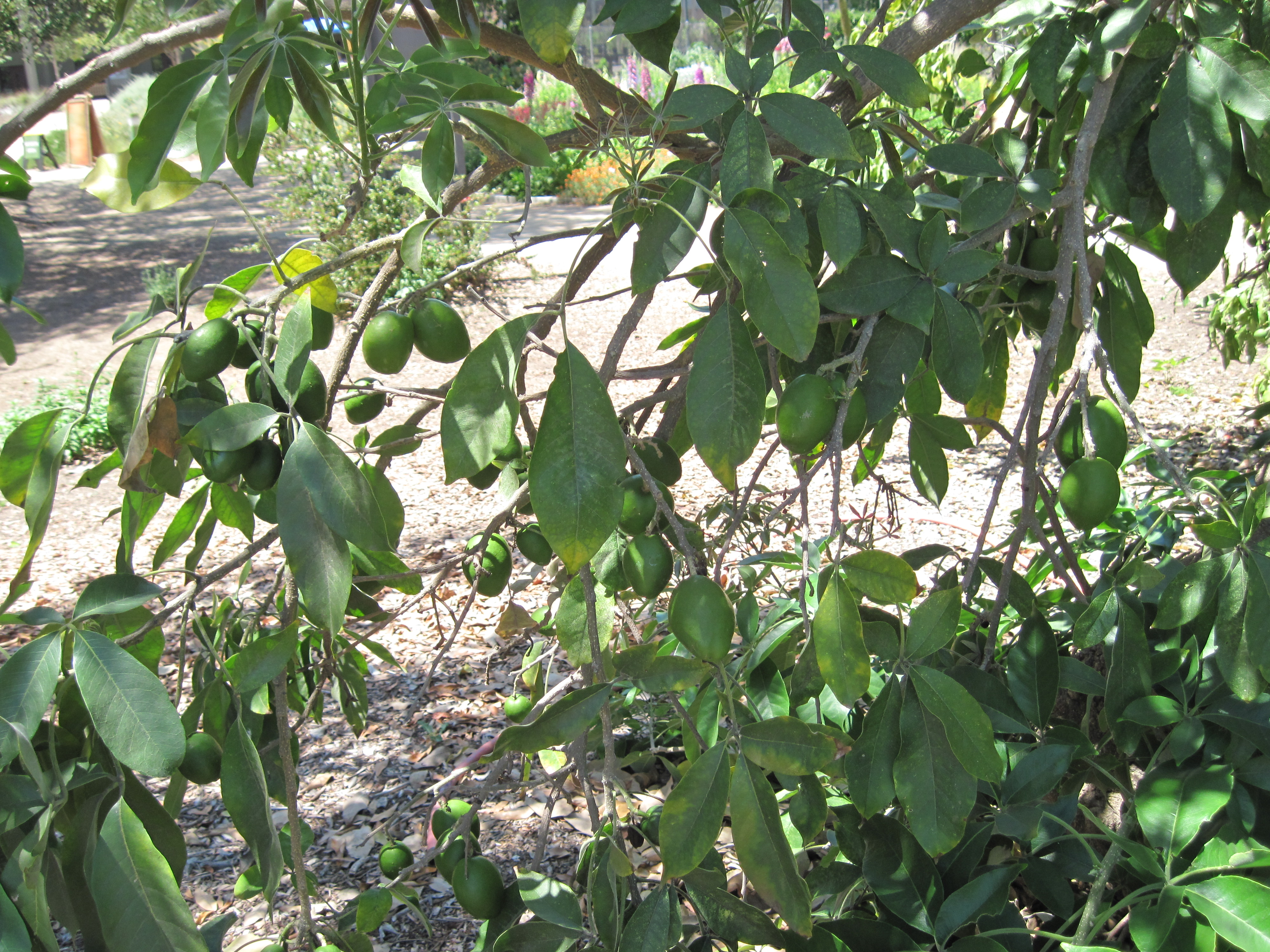
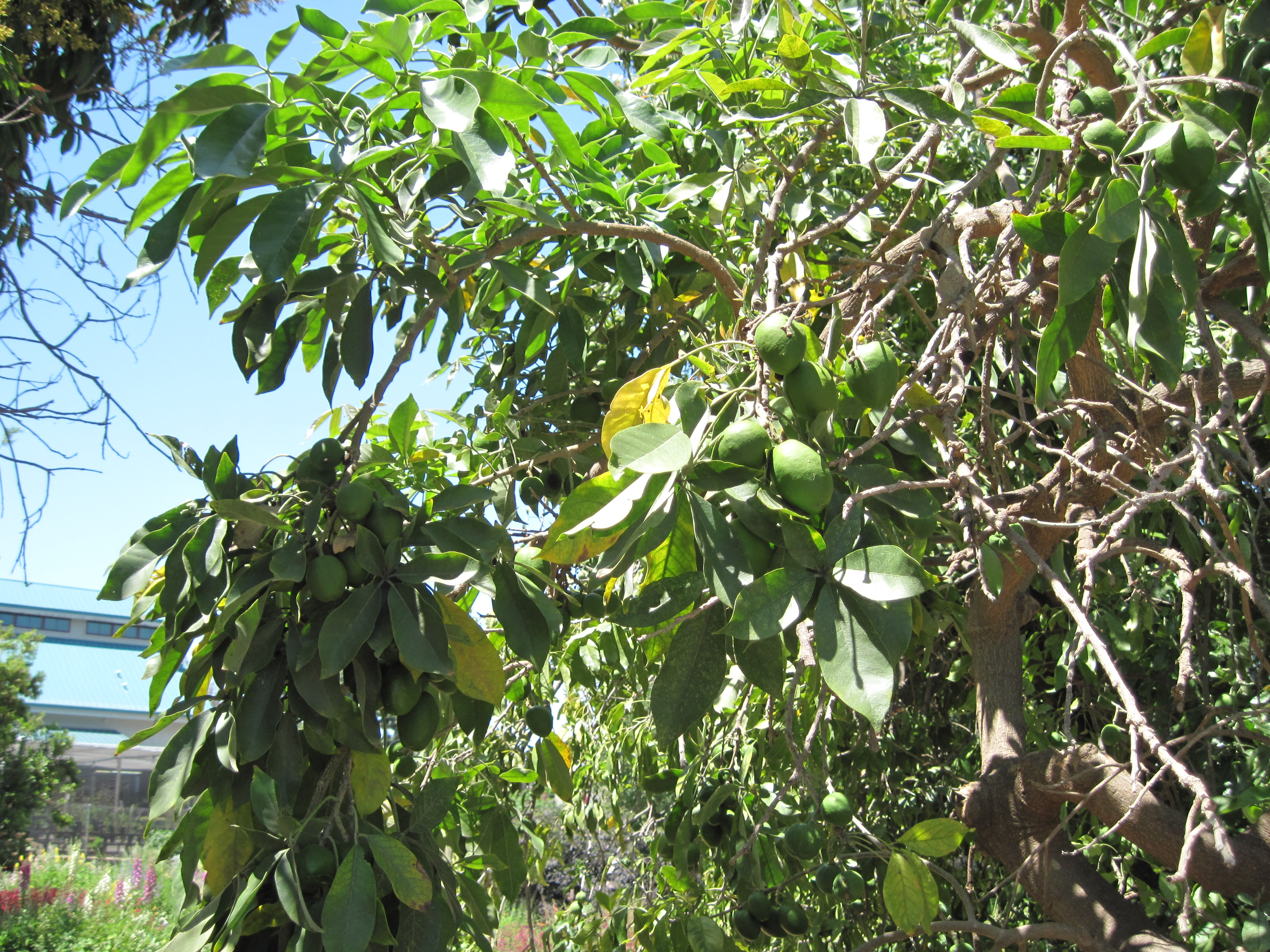